# Liste des voies de Clermont-Ferrand
Ceci est une liste non exhaustive des voies et places de Clermont-Ferrand.

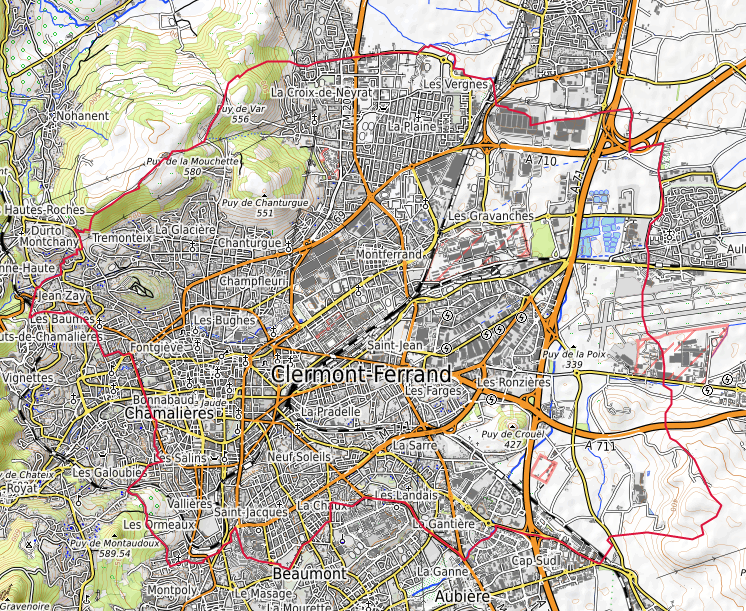
Plan de Clermont-Ferrand.

- Haut – A
- B
- C
- D
- E
- F
- G
- H
- I
- J
- K
- L
- M
- N
- O
- P
- Q
- R
- S
- T
- U
- V
- W
- X
- Y
- Z

## 1 à 9
- Place du 1er-Mai
- Rue du 11-Novembre

- Haut – A
- B
- C
- D
- E
- F
- G
- H
- I
- J
- K
- L
- M
- N
- O
- P
- Q
- R
- S
- T
- U
- V
- W
- X
- Y
- Z

## A
- Rue de l'Abbé-Girard
- Rue de l'Abbé-Prévost
- Avenue de l'Agriculture
- Avenue Albert-Elisabeth
- Rue Alexandre-Ribot
- Mail d'Allagnat
- Rue d'Allagnat
- Rue Amadéo
- Rue d'Amboise
- Rue Anatole-France
- Boulevard Ambroise-Brugière
- Rue André-Moinier
- Rue de l'Ange
- Boulevard Aristide-Briand
- Rue Armand-Fallières
- Place d'Arménie
- Rue d'Assas
- Rue Auger

- Haut – A
- B
- C
- D
- E
- F
- G
- H
- I
- J
- K
- L
- M
- N
- O
- P
- Q
- R
- S
- T
- U
- V
- W
- X
- Y
- Z

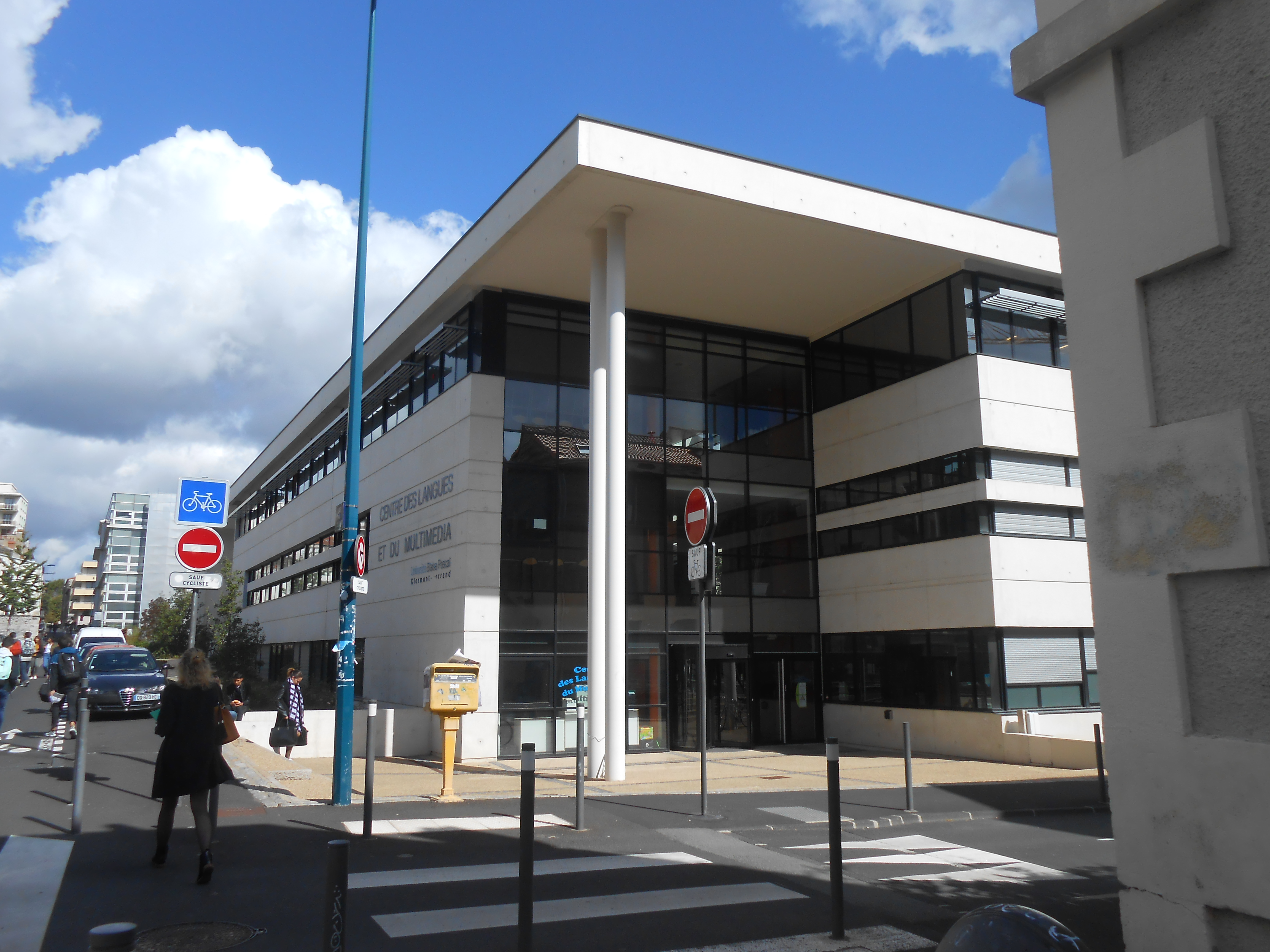
Centre du Lansad, campus Carnot, rue d'Amboise

## B
- Rue Ballainvilliers
- Rue Bansac
- Avenue Barbier-Daubrée
- Rue Barrière-de-Jaude
- Rue Bernard-Palissy
- Boulevard Berthelot
- Rue Blaise-Pascal
- Rue de Blanzat
- Rue Blatin
- Rue Bonnabaud
- Rue de la Boucherie
- Rue de Bourdon
- Rue Breschet
- Avenue du Brézet
- Place des Bughes

- Haut – A
- B
- C
- D
- E
- F
- G
- H
- I
- J
- K
- L
- M
- N
- O
- P
- Q
- R
- S
- T
- U
- V
- W
- X
- Y
- Z

## C
- Place des Carmes-Déchaux
- Avenue Carnot
- Rue Champfleuri
- Place du Champgil
- Rue des Chandiots
- Rue Chappe
- Boulevard Charcot
- Boulevard Charles-de-Gaulle
- Avenue Charras
- Rue de la Cartoucherie
- Rue de Cataroux
- Rue des Chanelles
- Rue du Château-des-Vergnes
- Rue Chateaubriand
- Rue de Châteaudun
- Rue des Chaussetiers
- Rue du Cheval
- Rue du Cheval-Blanc
- Boulevard Claude-Bernard
- Rue Claude-Danziger
- Rue Claude-Guichard
- Rue Claussmann
- Rue des Clos
- Rue du Clos-Four
- Rue Clos-Notre-Dame
- Rue de la Coifferie
- Rue Colbert
- Rue Condorcet
- Rue des Cordeliers
- Boulevard Côte-Blatin
- Avenue des Cottages
- Rue des Courtiaux

- Haut – A
- B
- C
- D
- E
- F
- G
- H
- I
- J
- K
- L
- M
- N
- O
- P
- Q
- R
- S
- T
- U
- V
- W
- X
- Y
- Z

## D
- Rue Daguerre
- Place Delille
- Boulevard Desaix
- Rue Drelon
- Boulevard Duclaux
- Rue de Durtol

- Haut – A
- B
- C
- D
- E
- F
- G
- H
- I
- J
- K
- L
- M
- N
- O
- P
- Q
- R
- S
- T
- U
- V
- W
- X
- Y
- Z

## E
- Place Edmond-Lemaigre
- Avenue Édouard-Michelin
- Rue Eminée
- Avenue Ernest-Cristal
- Rue Ernest-Renan
- Place d'Espagne
- Avenue des États-Unis
- Boulevard Étienne-Clémentel
- Place de l'Étoile
- Rue Eugène-Gilbert
- Rue Évariste-Galois

- Haut – A
- B
- C
- D
- E
- F
- G
- H
- I
- J
- K
- L
- M
- N
- O
- P
- Q
- R
- S
- T
- U
- V
- W
- X
- Y
- Z

## F
- Rue Félix-Mézard
- Rue Flameng
- Rue de Flamina
- Place de la Fontaine
- Rue Fontaine du Bac
- Rue Fontgiève
- Boulevard François-Mitterrand
- Rue François-Taravant
- Rue des Frères-Lumière

- Haut – A
- B
- C
- D
- E
- F
- G
- H
- I
- J
- K
- L
- M
- N
- O
- P
- Q
- R
- S
- T
- U
- V
- W
- X
- Y
- Z

## G

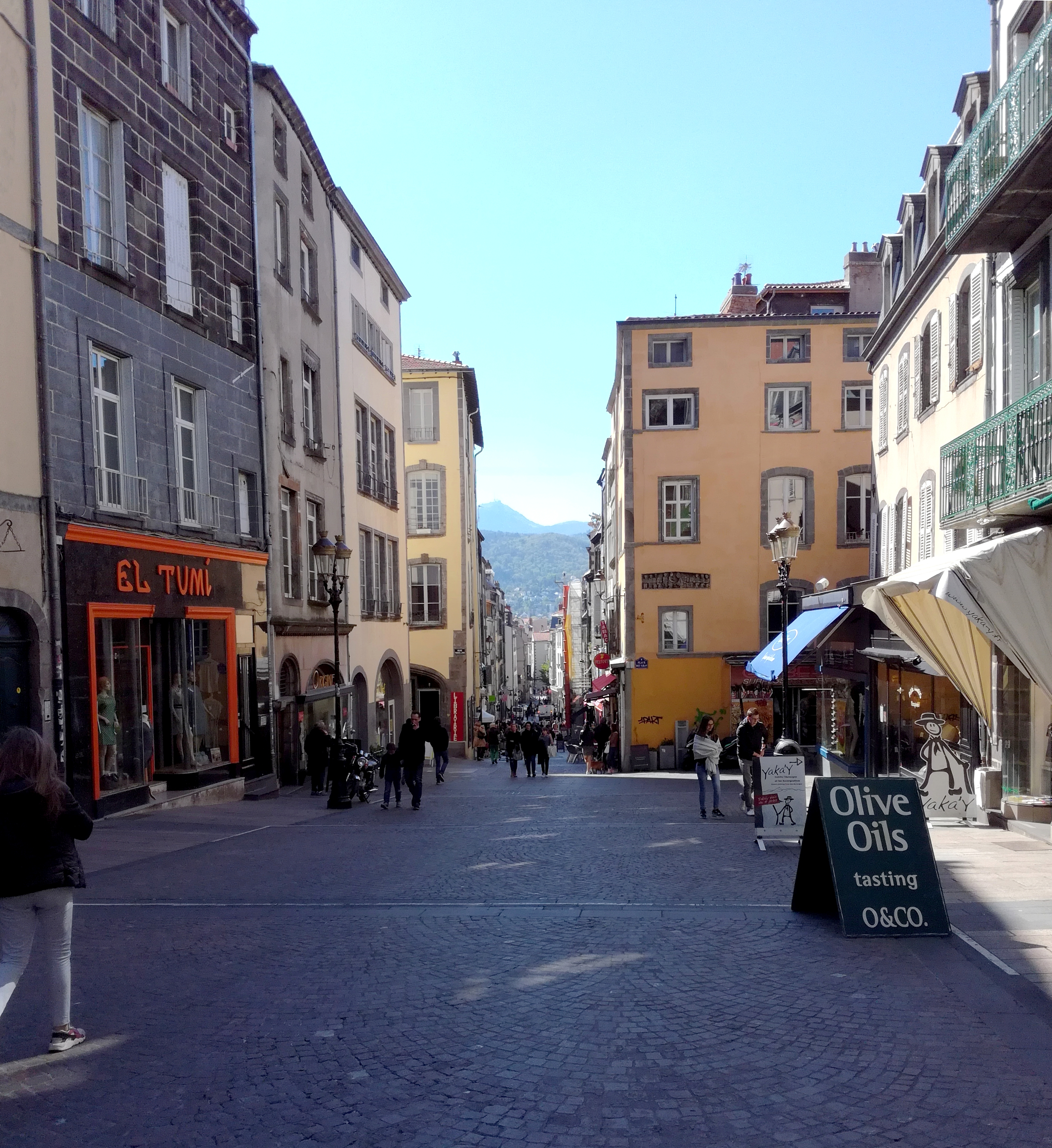
Place et rue des Gras (avril 2017).

- Place des Gras
- Rue de la Gantière
- Boulevard Gergovia
- Rue de Gomel
- Rue des Gras
- Rue de Gravenoire
- Rue Gabriel-Péri
- Rue Gaultier-de-Biauzat
- Rue Georges-Besse
- Rue Georges-Clemenceau
- Place Gilbert-Gaillard
- Rue Godefroy-de-Bouillon
- Rue Gonod
- Avenue de Grande-Bretagne
- Rue Grande-Combaude
- Boulevard Gustave-Flaubert
- Rue Gutenberg
- Rue Guynemer

- Haut – A
- B
- C
- D
- E
- F
- G
- H
- I
- J
- K
- L
- M
- N
- O
- P
- Q
- R
- S
- T
- U
- V
- W
- X
- Y
- Z

## H
- Rue Henri-Barbusse
- Rue des Hauts-de-Chanturgue
- Place Henri-Dunant
- Rue de l'Hermitage
- Place Hippolyte-Renoux

- Haut – A
- B
- C
- D
- E
- F
- G
- H
- I
- J
- K
- L
- M
- N
- O
- P
- Q
- R
- S
- T
- U
- V
- W
- X
- Y
- Z

## I
- Avenue d'Italie

- Haut – A
- B
- C
- D
- E
- F
- G
- H
- I
- J
- K
- L
- M
- N
- O
- P
- Q
- R
- S
- T
- U
- V
- W
- X
- Y
- Z

## J
- Rue des Jacobins
- Rue Jacqueline-Auriol
- Rue Jacques-Mailhot
- Place de Jaude
- Boulevard Jean-Baptiste-Dumas
- Rue Jean-Claret
- Boulevard Jean-Jaurès
- Avenue Jean-Mermoz
- Boulevard Jean-Moulin
- Rue Jean-Richepin
- Rue Jean-Rochon
- Rue Joseph-Desaymard
- Boulevard Joseph-Girod
- Rue Jules-Guesde
- Rue Jules-Verne
- Avenue Julien

- Haut – A
- B
- C
- D
- E
- F
- G
- H
- I
- J
- K
- L
- M
- N
- O
- P
- Q
- R
- S
- T
- U
- V
- W
- X
- Y
- Z

## K
- Rue Kepler
- Rue Kessler

- Haut – A
- B
- C
- D
- E
- F
- G
- H
- I
- J
- K
- L
- M
- N
- O
- P
- Q
- R
- S
- T
- U
- V
- W
- X
- Y
- Z

## L
- Boulevard Lafayette
- Rue Lagarlaye
- Rue Lamartine
- Avenue des Landais
- Boulevard Lavoisier
- Rue Lécuellé
- Rue Ledru
- Rue Léo-Lagrange
- Avenue Léon-Blum
- Boulevard Léon-Jouhaux
- Boulevard Léon-Malfreyt
- Avenue Léonard-de-Vinci
- Avenue de la Libération
- Place de la Liberté
- Rue des Liondards
- Avenue du Limousin
- Place Louis-Aragon
- Rue Louis-Blériot
- Boulevard Louis-Chartoire
- Boulevard Louis-Loucheur
- Rue Louis-Rosier
- Place Lucie-et-Raymond-Aubrac

- Haut – A
- B
- C
- D
- E
- F
- G
- H
- I
- J
- K
- L
- M
- N
- O
- P
- Q
- R
- S
- T
- U
- V
- W
- X
- Y
- Z

## M
- Rue de Malintrat
- Rue du Maréchal-De-Lattre-de-Tassigny
- Place du Maréchal-Fayolle
- Rue du Maréchal-Foch
- Avenue du Maréchal-Leclerc
- Avenue de la Margeride
- Rue Marivaux
- Rue Massillon
- Avenue Marx-Dormoy
- Boulevard Maurice-Pourchon
- Avenue Michel-Ange
- Place Michel-de-l'Hospital
- Rue des Minimes
- Rue Montalembert
- Rue Montlosier
- Rue Morel-Ladeuil

- Haut – A
- B
- C
- D
- E
- F
- G
- H
- I
- J
- K
- L
- M
- N
- O
- P
- Q
- R
- S
- T
- U
- V
- W
- X
- Y
- Z

## N
- Rue Newton
- Rue Nicolas-Joseph-Cugnot
- Rue Niel

- Haut – A
- B
- C
- D
- E
- F
- G
- H
- I
- J
- K
- L
- M
- N
- O
- P
- Q
- R
- S
- T
- U
- V
- W
- X
- Y
- Z

## O
- Rue de l'Oradou

- Haut – A
- B
- C
- D
- E
- F
- G
- H
- I
- J
- K
- L
- M
- N
- O
- P
- Q
- R
- S
- T
- U
- V
- W
- X
- Y
- Z

## P
- Boulevard Pasteur
- Rue Patrick-Depailler
- Rue Paul-Diomède
- Boulevard Paul-Pochet-Lagaye
- Avenue des Paulines
- Rue Pélissier
- Rue Petit-Clos
- Rue des Petits-Gras
- Rue Philippe-Marcombes
- Rue Pierre-Besset
- Rue Pierre-Boulanger
- Rue Pierre-Estienne
- Rue des Planchettes
- Rue Poncillon
- Allée du Pont-de-la-Sarre
- Rue du Port
- Rue Portefort
- Rue de la Pradelle
- Rue Pré-Comtal
- Rue du Pré-la-Reine
- Avenue du Puy-de-Dôme

- Haut – A
- B
- C
- D
- E
- F
- G
- H
- I
- J
- K
- L
- M
- N
- O
- P
- Q
- R
- S
- T
- U
- V
- W
- X
- Y
- Z

## Q
- Haut – A
- B
- C
- D
- E
- F
- G
- H
- I
- J
- K
- L
- M
- N
- O
- P
- Q
- R
- S
- T
- U
- V
- W
- X
- Y
- Z

## R
- Place Royale
- Rue de Rabanesse
- Rue Rameau
- Rue Ramond
- Avenue Raymond-Bergougnan
- Cours Raymond-Poincaré
- Place de Regensburg
- Avenue de la République
- Rue du Ressort
- Boulevard Robert-Schumann
- Rue de la Rodade
- Place de la Rodade
- Rue des Ronzières
- Rue Rouvier

- Haut – A
- B
- C
- D
- E
- F
- G
- H
- I
- J
- K
- L
- M
- N
- O
- P
- Q
- R
- S
- T
- U
- V
- W
- X
- Y
- Z

## S
- Cours Sablon
- Rue Saint-Alyre
- Rue Saint-Dominique
- Rue Saint-Esprit
- Rue Saint-Genès
- Boulevard Saint-Jean
- Rue Saint Hérem
- Place Saint-Pierre
- Rue Sainte-Claire
- Rue Sainte-Rose
- Rue des Salins
- Rue des Salles
- Rue Savaron
- Rue Sous-les-Vignes
- Rue Sully

- Haut – A
- B
- C
- D
- E
- F
- G
- H
- I
- J
- K
- L
- M
- N
- O
- P
- Q
- R
- S
- T
- U
- V
- W
- X
- Y
- Z

## T
- Place du Terrail
- Place de la Treille
- Rue du Terrail
- Rue Terrasse
- Rue Thimonnier
- Rue du Torpilleur-Sirocco
- Rue de la Treille
- Boulevard Trudaine

- Haut – A
- B
- C
- D
- E
- F
- G
- H
- I
- J
- K
- L
- M
- N
- O
- P
- Q
- R
- S
- T
- U
- V
- W
- X
- Y
- Z

## U

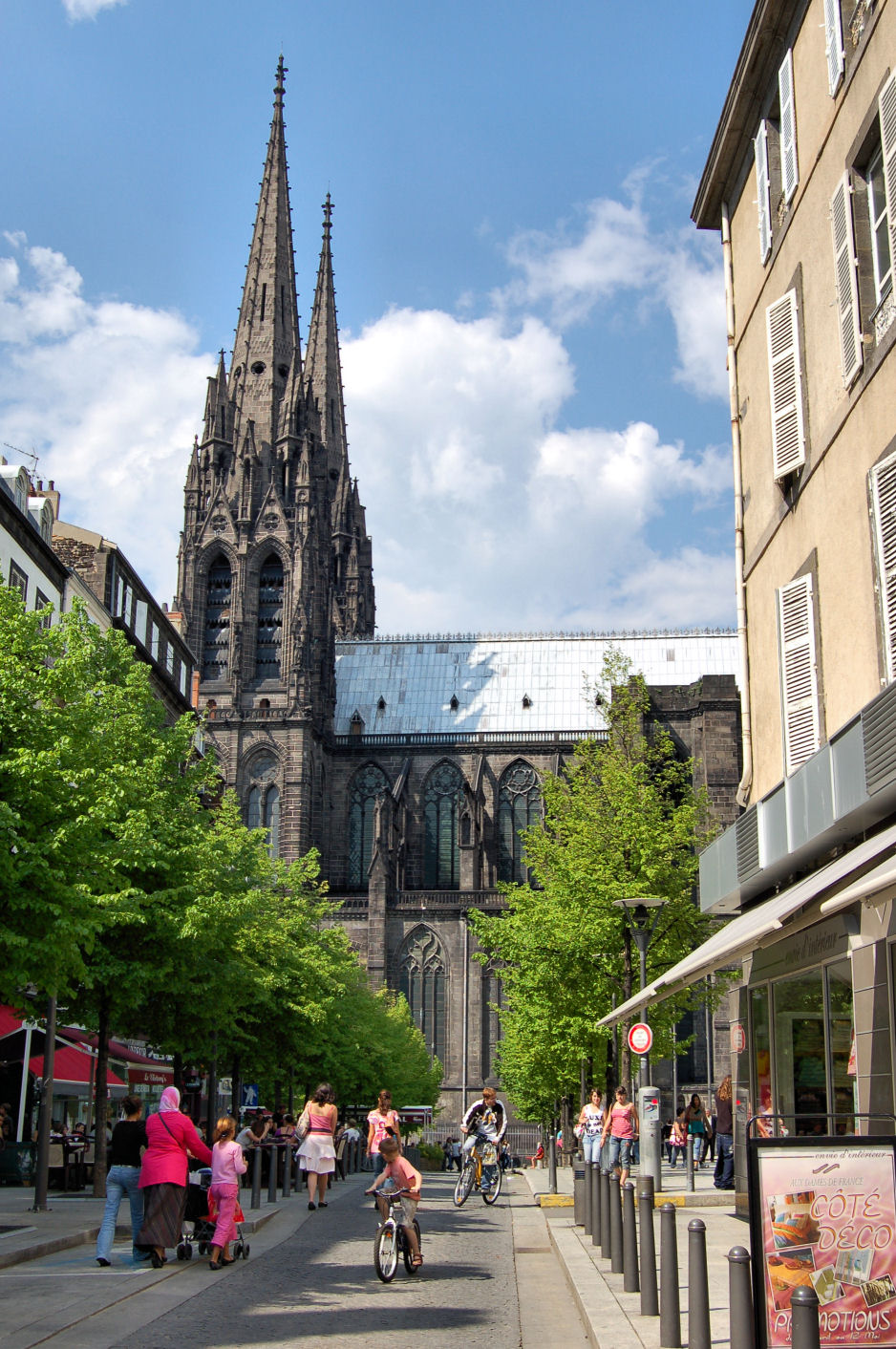
Place de la Victoire.

- Avenue de l'Union-Soviétique

- Haut – A
- B
- C
- D
- E
- F
- G
- H
- I
- J
- K
- L
- M
- N
- O
- P
- Q
- R
- S
- T
- U
- V
- W
- X
- Y
- Z

## V
- Rue Valentin-Haüy
- Rue de Vallières
- Avenue Vercingétorix
- Place de la Victoire
- Rue des Vieillards
- Rue Viviani

- Haut – A
- B
- C
- D
- E
- F
- G
- H
- I
- J
- K
- L
- M
- N
- O
- P
- Q
- R
- S
- T
- U
- V
- W
- X
- Y
- Z

## W
- Boulevard Winston-Churchill

- Haut – A
- B
- C
- D
- E
- F
- G
- H
- I
- J
- K
- L
- M
- N
- O
- P
- Q
- R
- S
- T
- U
- V
- W
- X
- Y
- Z